# Cash management
Dans le domaine de la banque, le cash management, également connu sous le terme « gestion de la trésorerie » , est un terme de management pour désigner des services offerts pour augmenter le nombre de consommateurs. Il fait partie de la branche du management de la qualité (ISO 9001).
Il désigne à la fois le conseil et mise en place de solutions de gestion à une problématique financière. On lui adjoint souvent un outil de reporting, pour avoir une vue d'ensemble et contrôler l'activité financière au cours d'une période sous la forme de tableaux ou de graphiques.
L'expression cash management peut servir à désigner tous les comptes bancaires (comme les comptes chèques) fournis aux entreprises de grande taille, mais il est plus utilisé pour désigner une concentration de capitaux ou une institution de compensation (clearing financier) permettant une optimisation des placements en trésorerie.
Le cash management est aussi l'activité qui permet de gérer et optimiser les flux d'argent entrant et sortant dans une banque ou dans une structure commerciale. Une approche logistique basée sur le bon équipement et les bons intervenants permet de simplifier les procédures, de sécuriser les masses monétaires engagées et de baisser les coûts impartis.